# Appenzellerbroderi
Appenzellerbroderi är ett broderi från kantonen Appenzell i Schweiz. Appenzellerbroderi sys i syram med vitt bomulls- eller silkegarn på fin vit lärft. Karakteristisk är den tredimensionella effekt som uppnås genom en kombination av klumpsöm och applikation.